# Fanfare Ciocărlia
Fanfare Ciocărlia er et tolvmands roma Balkan brassband fra den nordøstlige rumænske landsby Zece Prăjini. Bandet begyndte som en løs sammensætning af deltidsmusikere, som spillede ved lokale bryllupper og dåbsfester. I oktober 1996 besøgte den tyske lydtekniker og pladeproducer Henry Ernst Zece Prăjini, hvor han overbeviste et antal af musikerne til at sammensætte et tournerende band. Musikerne bestemte sig for at kalde bandet Fanfare Ciocârlia: Fanfare, et låneord fra fransk, der er blevet til betegnelsen for et brassband på rumænsk; Ciocârlia, det rumænske ord for sanglærke. Siden deres opdagelse har Fanfare Ciocărlia spillet tusindvis af koncerter i mere end 50 lande spredt over hele verden.
Med historiske rødder i østrigske og tyrkiske militærbands, inkluderer Fanfare Ciocărlias instrumentale opstilling trompeter, althorn og baritone horn, tubaer, klarinetter, saxofoner, stortrommer samt percussion. Sangenes lyrik er enten på romani eller rumænsk, og musikstilen stammer hovedsageligt fra roma og rumænsk folkemusik, men der lånes også flittigt fra tyrkisk, bulgarsk, serbisk og makedonsk folkemusik. Et antal numre af internationalt tilsnit fra Hollywood og Bollywood er også inkluderet i deres brede repertoire. Fanfare Ciocărlia er dog mest kendt for et hurtigt, højenergisk lydbillede, med komplekse rytmer og staccato klarinet-, saxofon- og trompetsoloer, nogle gange med mere end 200 taktslag i minuttet. De er også kendte for ikke at spille efter noder, sommetider brager horn og klarinetter af umotiveret under udførslen af et nummer, og for at spille gamle, medtagne instrumenter på scenen.

## Discografi

### CD
- Radio Paşcani (1998)
- Baro Biao – World Wide Wedding (1999)
- Iag Bari – The Gypsy Horns From The Mountains Beyond (2001)
- Gili Garabdi – Ancient Secrets of Gypsy Brass (2005)
- Queens and Kings (2007)
- Balkan Brass Battle (2011)

### DVD
- Gypsy Brass Legends – The Story of the Band (2004)